# プラジャ
特定非営利活動法人プラジャ（PLAJA）とは、2004年のスマトラ島沖地震によって津波の被害を受けた、タイ王国プーケット県に設立された犠牲者法要慰霊碑を管理し、現地での外国人長期滞在者の生活の安全と安心をサポートする埼玉県のNPO法人。主たる事務所の所在地は埼玉県川口市西川口３丁目１５番２３号パラダイスヴィラ２F。

## 概要
2011年に、プラジャの前身となるプーケット長期滞在中高年の会が、日本人有志数名によってプーケットにて発足し、自らの身の安全の確保や、有事の連絡体系を構築する等の他、スマトラ島沖地震による津波被害者法要慰霊祭を主催する活動を行っていた。
2014年の津波犠牲者法要十周年慰霊祭を機に、遺族との協議の末、慰霊碑を管理するNPO法人化に向けた申請を開始し、2016年2月9日にNPO法人として、登記した。
事務所を埼玉県川口市西川口とタイ王国プーケット県におき、会員数は約100名。スタッフは全員がボランティアで、運営は、会費、寄付、によってまかなわれている。
スマトラ島沖地震による津波犠牲者の遺族も、理事に含まれている。

## 活動内容
NPO法人化以前は、12月26日に執り行ってきた、津波犠牲者法要慰霊祭をNPO法人に認定後、2015年に制定された11月5日世界津波の日に開催した。
慰霊碑を管理するため、募金箱の設置活動を開始。プーケット県内の病院、ホテル、レストラン等の協力を得て、設置数を増やしている。
地域活動では1月の第2土曜日、タイの子供の日に、Wichitsongkram Schoolにて、子供の日を祝うイベントに参加している。

## 津波犠牲者法要慰霊祭
全日本仏教会の協力のもと、日蓮宗の僧侶による読経が行われる。
慰霊祭は、慰霊碑が建立されているサンウイング・カマラビーチ・ホテルにて、執り行われている。なお、当ホテルより土地の無償提供を受けている。2016年の慰霊祭は、NHKニュースでも放送された。